# Колбинген
Колбинген (њем. Kolbingen) општина је у њемачкој савезној држави Баден-Виртемберг. Једно је од 34 општинска средишта округа Тутлинген. Према процјени из 2010. у општини је живјело 1.309 становника. Посједује регионалну шифру (AGS) 8327030.

## Географски и демографски подаци
Колбинген се налази у савезној држави Баден-Виртемберг у округу Тутлинген. Општина се налази на надморској висини од 854 метра. Површина општине износи 16,5 km². У самом мјесту је, према процјени из 2010. године, живјело 1.309 становника. Просјечна густина становништва износи 79 становника/km².

## Међународна сарадња
| Мјесто | Држава    | Врста сарадње | Од    |
| ------ | --------- | ------------- | ----- |
|        | Француска | партнерство   | 1975. |
| Извор  |           |               |       |